# 卡利尼夫卡 (特諾皮爾州)
49°37′41″N 25°8′11″E / 49.62806°N 25.13639°E
卡利尼夫卡（羅馬化：Kalynivka）是烏克蘭的村落，位於該國西部捷爾諾波爾州，由捷尔诺波尔区負責管轄，始建於1724年，面積3.92平方公里，海拔高度339米，2001年人口250，人口密度每平方公里63.8人。